# 1965 في رومانيا
فيما يلي قوائم الأحداث التي وقعت خلال عام 1965 في رومانيا.

## سياسة

### تعيين في المنصب
- 21 أغسطس – كورنيليو مانيسكو Ministry of Foreign Affairs (Romania) [الإنجليزية]‏.

## مواليد

### فبراير
- 5 فبراير – غورغي هاجي لاعب كرة قدم روماني.

### مارس
- 1 مارس – إميل ساندوي لاعب كرة قدم روماني.

### يونيو
- 20 يونيو – زولت موزناي لاعب كرة قدم روماني.

### أغسطس
- 5 أغسطس – دورين ماتيوت لاعب كرة قدم روماني.
- 15 أغسطس – ماريان دينو لاعب كرة قدم.

### أكتوبر
- 13 أكتوبر – أنتون دوبوس لاعب كرة قدم روماني.

### ديسمبر
- 9 ديسمبر – جورجى ميهالا لاعب كرة قدم روماني.

## وفيات

### أبريل
- 13 أبريل – جورجي تشيولاك (مواليد 1908) لاعب كرة قدم روماني.